# George Richards
George Henry Richards (10 maggio 1880 – 1º novembre 1959) è stato un calciatore inglese, di ruolo ala.

## Carriera

### Nazionale
Ha giocato la sua unica partita con la maglia della Nazionale nel 1909.